# Mike Wallace (giocatore di football americano)
Burnell Michael Wallace III, detto Mike (New Orleans, 1º agosto 1986), è un giocatore di football americano statunitense che gioca nel ruolo di wide receiver per i Philadelphia Eagles della National Football League. Fu scelto dai Pittsburgh Steelers nel corso del terzo giro del Draft NFL 2009. Al college ha giocato a football all'Università del Mississippi.

## Carriera professionistica

### Pittsburgh Steelers
Nel draft NFL 2009, Wallace fu selezionato come 84a scelta dai Pittsburgh Steelers. Il 18 giugno 2009 firmò un contratto di 3 anni per un valore totale di 1,74 milioni di dollari, di 555.000 dollari di bonus alla firma.
Debuttò nella NFL il 10 settembre 2009 contro i Tennessee Titans indossando la maglia numero 17. La sua prima stagione fu molto positiva, ricevendo 39 passaggi per 756 yard e 5 touchdown e venendo premiato come miglior rookie dagli Steelers.
Nella sua seconda stagione, dopo la promettente annata da rookie e il passaggio di Santonio Holmes ai New York Jets, Wallace divenne stabilmente titolare superando per la prima volta le mille yard ricevute in una stagione (1.257) con 10 touchdown su ricezione. GLi Steelers arrivarono a disputare il Super Bowl XLV in cui furono sconfitti dai Green Bay Packers, malgrado 9 ricezioni per 89 yard e 1 touchdown di Wallace
Nel 2011, Wallace fu convocato per far parte del roster della AFC nel suo primo Pro Bowl. Per la seconda stagione consecutiva superò il traguardo delle mille yard ricevute, oltre a 8 touchdown. Gli Steelers furono eliminati nel primo turno di playoff dai Denver Broncos, in cui Mike ricevette tre soli passaggi ma segnò un touchdown su corsa nel terzo quarto

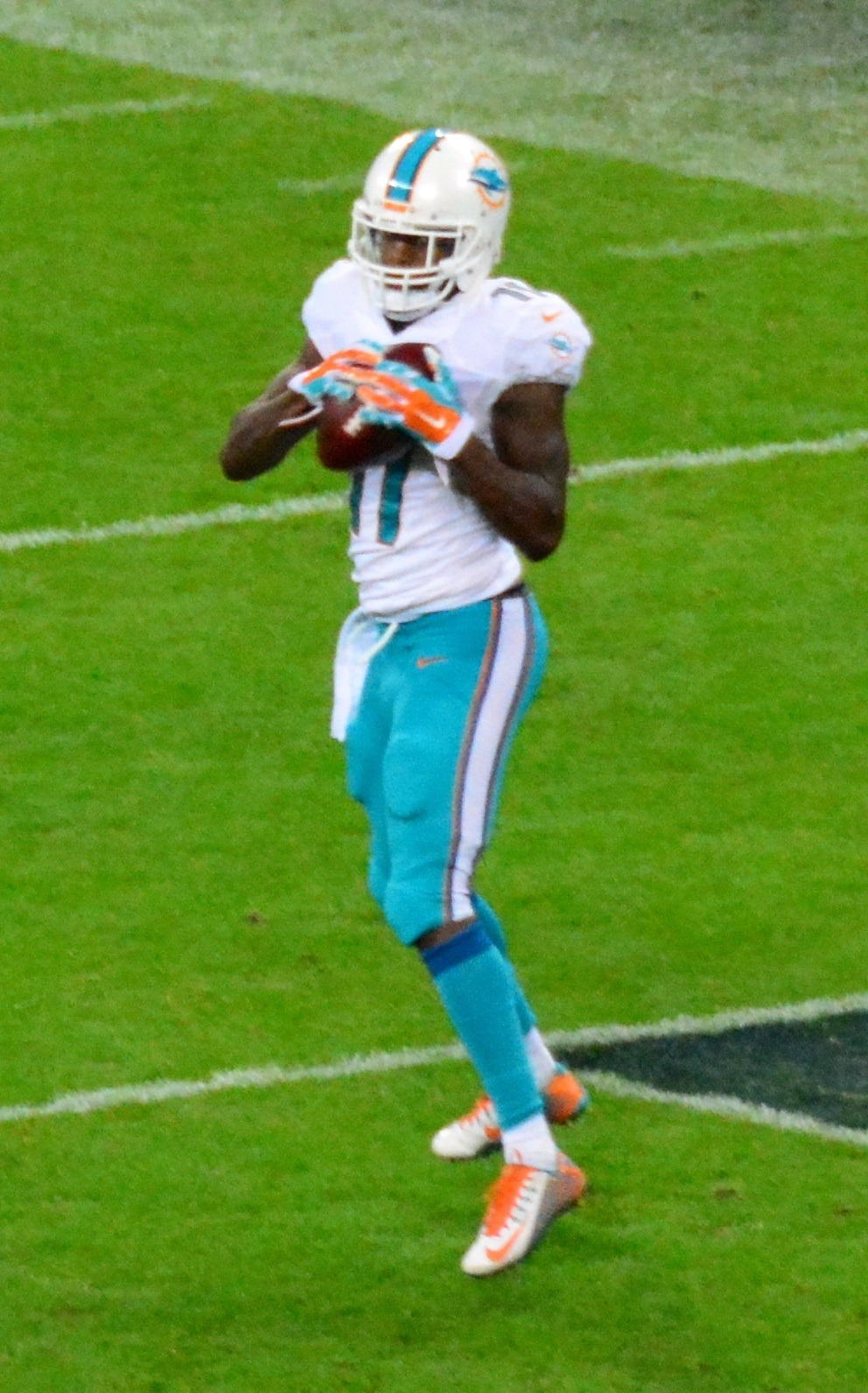
Una ricezione di Wallace coi Dolphins nel 2014.

Dopo la stagione 2011, Wallace scioperò per la maggior parte del training camp nell'estate 2012 per motivi salariali, facendo ritorno nella squadra solo il 28 agosto. Nella stagione disputò 15 partite, 14 delle quali come titolare, ricevendo 64 passaggi per 836 yard e segnando 8 touchdown su ricezione. Gli Steelers non si qualificarono per i playoff.

### Miami Dolphins
Il 12 marzo 2013, Wallace firmò coi Miami Dolphins in qualità di free agent. Dopo una prova opaca nella settimana 1 in cui ricevette un solo passaggio, si riscattò nel turno successivo ricevendo 115 yard e un touchdown da Ryan Tannehill nella vittoria sui Colts. Tornò a segnare solamente nella settimana 12, concludendo la gara contro i Carolina Panthers con 127 yard ricevute ma i Dolphins uscirono sconfitti all'ultimo minuto. Segnò un touchdown anche nella settimana successiva nella netta vittoria sui Jets, contribuendo a tenere aperte le speranze di playoff della sua squadra. Due settimane dopo i Dolphins ottennero la terza vittoria consecutiva ai danni dei Patriots in una gara in cui Wallace ricevette 105 yard e segnò un touchdown. Il quinto TD stagionale lo segnò nell'ultima gara dell'anno contro i Jets ma i Dolphins furono sconfitti e rimasero fuori dai playoff.
Nella prima gara della stagione 2014, Wallace guidò Miami con 81 yard ricevute e segnò un touchdown superando la marcatura di Darrelle Revis, nella vittoria a sorpresa sui Patriots. Andò a segno anche la domenica successiva ma i Dolphins furono superati dai Bills. Il suo terzo touchdown coincise con la seconda vittoria di Miami, nella settimana 4 contro i Raiders a Londra. La sua annata si chiuse guidando i Dolphins con 872 yard ricevute.

### Minnesota Vikings
Il 13 marzo i Miami Dolphins acconsentirono a scambiare Wallace e la loro scelta al settimo giro al Draft NFL 2015 con una scelta dei Minnesota Vikings al quinto giro del medesimo Draft.

### Baltimore Ravens
Il 15 marzo 2016 Wallace firmò un contratto biennale con i Baltimore Ravens.

### Philadelphia Eagles
Il 22 marzo 2018, Wallace firmò un contratto annuale del valore di 2,5 milioni di dollari con i Philadelphia Eagles.

## Palmarès

### Franchigia
- American Football Conference Championship: 1

Pittsburgh Steelers: 2011

### Individuale
- Convocazioni al Pro Bowl: 1

2011
- Rookie della settimana: 3

9ª, 15ª e 17ª del 2009

## Statistiche
Stagione regolare
| Season | Squadra             | Gare | Gare | Ricezioni | Ricezioni | Ricezioni | Ricezioni | Ricezioni | Corse | Corse | Corse | Corse | Corse | Fumble | Fumble |
| Season | Squadra             | P    | PT   | Ric       | Yard      | Media     | Max       | TD        | Ten   | Yard  | Media | Max   | TD    | FUM    | Persi  |
| ------ | ------------------- | ---- | ---- | --------- | --------- | --------- | --------- | --------- | ----- | ----- | ----- | ----- | ----- | ------ | ------ |
| 2009   | Pittsburgh Steelers | 16   | 4    | 39        | 756       | 19,4      | 60        | 6         | 5     | 48    | 9,6   | 21    | 0     | 1      | 1      |
| 2010   | Pittsburgh Steelers | 16   | 16   | 60        | 1.257     | 21,0      | 56        | 10        | 5     | 39    | 7,8   | 19    | 0     | 1      | 0      |
| 2011   | Pittsburgh Steelers | 16   | 14   | 72        | 1.193     | 16,6      | 95        | 8         | 5     | 57    | 11,4  | 21    | 0     | 1      | 1      |
| 2012   | Pittsburgh Steelers | 15   | 14   | 64        | 836       | 13,1      | 82        | 8         | 5     | 7     | 1,4   | 13    | 0     | 2      | 1      |
| 2013   | Miami Dolphins      | 16   | 16   | 73        | 930       | 12,7      | 57        | 5         | 3     | 33    | 11,0  | 13    | 0     | 0      | 0      |
| 2014   | Miami Dolphins      | 16   | 16   | 67        | 862       | 12,9      | 50        | 10        | 4     | 16    | 4,0   | 12    | 0     | 2      | 1      |
|        | Totale              | 95   | 80   | 375       | 5.834     | 15,6      | 95        | 47        | 27    | 200   | 7,4   | 21    | 0     | 7      | 4      |